# كول بوردرز 2
كول بوردرز 2 (بالإنجليزية:Cool Boarders 2) لعبة فيديو تزلج باللوح من تطوير شركة يو إي بي سيستيمز ونشر وتوزيع شركة يو إي بي سيستيمز وسوني إنتراكتيف إنترتينمنت ولقد صدرت لأول مره في 28 أغسطس 1997 في اليابان وتعمل على جهاز بلاي ستيشن.
في عام 2018 ظهرت اللعبة على جهاز بلاي ستيشن كلاسيك.

## روابط خارجية
- كول بوردرز 2 على موبي غيمز